# Antonio de Velandia
Antonio de Velandia Arellano y Arce Frías Salazar y Gómez de Ceballos (Miranda de Ebro, 1605 – Rocroi, 19/05/1643). El apellido a veces aparece como Belandia.
Fue un hidalgo y soldado de los Tercios de Flandes, llegando a ser maestre de Campo, mando que ostentaba cuando cayó en combate en la batalla de Rocroi (1643). Caballero de la Orden de Alcántara (30/09/1642) y, por herencia, Tercer señor de las “billas de Tejada y San Llorente”, de la sierra de los Cameros (actualmente en la comunidad autónoma de La Rioja).

## Orígenes y Familia
Nacido en Miranda de Ebro (Burgos), en la casa solariega que sus padres tenían junto a la torre-campanario de la iglesia de san Juan, donde fue bautizado. Era el hijo primogénito de don Gaspar de Velandia Arellano y Frías, segundo señor de Tejada-San Llorente, cuya carrera en la administración de la Monarquía durante el reinado de Felipe II le venía por su formación académica como colegial y doctor en la Universidad de Bolonia (Italia). Su madre fue doña Leonor de Arce y Ceballos, originaria de Selaya (Valle de Carriedo, Cantabria), pero nacida en Valladolid, que pertenecía a una familia hidalga de prestigiosos letrados del Consejo de Castilla.
Antonio tuvo dos hermanos menores: Iñigo (1609-1684), que llegaría a ser virrey de Navarra y heredó los derechos señoriales de Tejada-San Llorente tras la muerte de Antonio, y Lope, un capitán de coraceros de Milán (Caballería Estatal de Milán, la unidad de caballería más antigua de España).

## Carrera militar
Estudió en la Universidad de Salamanca, pero decide no seguir la tradición familiar de letrados, por lo que a los 20 años (1625) decide alistarse en el arma de caballería de los Tercios de Flandes. Allí conoció a la flamenca Anne de Mol (hija de Antonie de Mol y Jeanne de Ligne), natural de Maldegem, con quien contrajo matrimonio, y con la que no tuvo descendencia.
En 1630 aparece como capitán de una compañía de los Tercios de Flandes, exactamente del Tercio de Alonso Gaspar Fernández de Córdova-Figueroa y Alvarado (II marqués de la Celada), antes llamado Tercio de Bobadilla. En esta época (1631), el Tercio es enviado a socorrer Brujas de los holandeses, en apoyo del maestre de Campo General de Flandes, don Carlos Coloma.
En 1639 es ascendido a teniente de maestre de Campo (coronel).
Sus aptitudes como soldado le promocionaron rápidamente, de manera que, a principios de 1642, fue nombrado maestre de Campo del Tercio Gemelo de Sicilia, sustituyendo al siciliano Jerónimo de Aragón y Tagliavia. En ese momento se le conocía como Tercio de Velandia, el cual participó en la ofensiva española en los territorios de los Países Bajos meridionales, conquistados por los franceses en los años previos. En esta ofensiva, un ejército a las órdenes de Francisco de Melo, donde se encontraba Antonio de Velandia al frente de su Tercio, asedió y recuperó Lens (10/04/1642), y ganó las batallas de La Bassée (10/05/1642) y Honnecourt (16/05/1642), causando en esta última numerosas bajas al "ejército de la Champagne" mandando por el mariscal Antoine III de Gramont (conde de Guiche).
Más tarde, en verano  del mismo año, participó en la toma de Bouchain, Lillers y, finalmente, de la importante fortaleza de Aire (07/12/1641).
Ese mismo 1642, gozando ya de los privilegios feudales del señorío castellano de Tejada-San Llorente, del que fue su tercer titular, se le concedió un hábito de la Orden de Alcántara, probablemente gracias a sus servicios para con la Monarquía.
Al año siguiente participó con el resto del ejército de Flandes en el asedio de la plaza fortificada de Rocroi (1643). No obstante, un poderoso ejército francés, al mando del joven Luis II de Borbón-Condé (por aquel entonces duque de Enghien), se dirigió a su socorro, entablando rápidamente el combate contra las tropas de la Monarquía.
El 19 de mayo de 1643, en medio de la batalla, tras la retirada de la caballería de Flandes del duque de Alburquerque ante la contraofensiva del francés Jean de Gassion, la vanguardia imperial, con el Tercio de Velandia al frente, sufrió los envites de la artillería e infantería gala, perdiendo la vida el propio maestre de Campo junto con el anciano Paul-Bernard de Fontaines (conde de La Fontaine, maestre de Campo de los Tercios alemanes y valones) y de Bernardino de Ayala y Guzmán (conde de Villalba, maestre de Campo del Tercio Gemelo de Nápoles, llamado en la batalla Tercio de Villalba y, tras la batalla, Tercio de Sangre).